# Раджендра Чола I
Раджендра Чола I (*முதலாம் இராசேந்திர சோழன, д/н —1044) — паракесарі (імператор) держави Чола у 1014–1044 роках, визначний політичний та військовий діяч.

## Життєпис

### Зовнішня політика

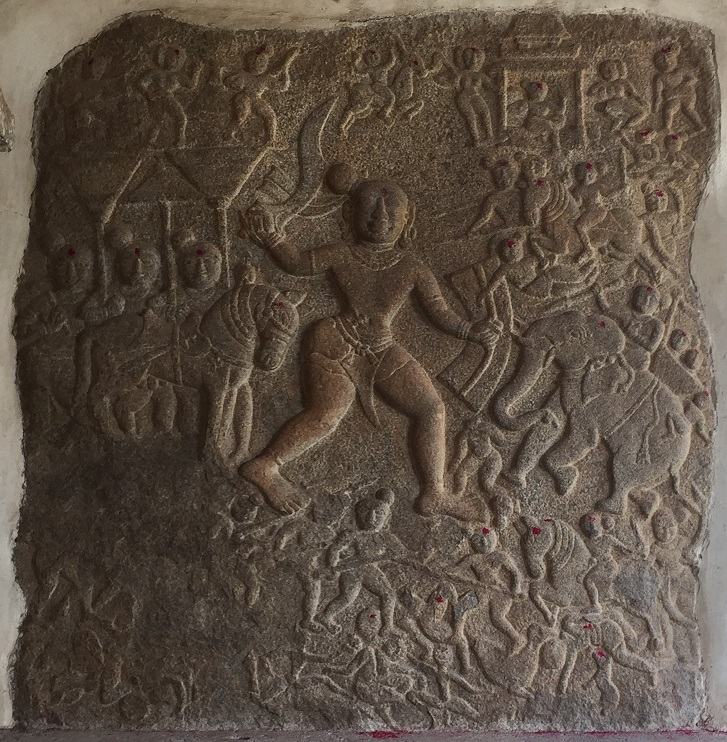
Раджендра Чола в битві, храм Коларамма, Kolar

Походив з династії Чола. Син Раджараджі Чоли I. При народженні отримав ім'я Мадурантаган. Про молоді роки мало відомо. Брав участь у військовому поході батька 994 року до Шрі-Ланки. У 1002—1008 роках очолював війська проти Західних Чалук'їв, Хойсалів та Гангів. У 1012 році призначається співволодарем (ювараджею). Тоді ж очолив похід проти держави Венга (Східні Чалук'ї) та Калінги (сучасний штат Орісса).
Після смерті батька у 1014 році обімав трон імперії Чола. Із самого початку повів активну зовнішню політику (не тільки військову, а й дипломатичну, торговельну). У 1015 році було відправлено перше посольство до Китаю, де правила династія Сун. У 1017 році висадився на Шрі-Ланці й повністю захопив острів, захопивши в полон махараджу Махінду V та всю його родину.
У 1018 році закріпив практику ювараджею, поставивши на цю посаду старшого сина Раджадхіраджу. Цим було забезпечено мирне спадкування, що на тривалий час позбавило імперію внутрішніх суперечок. Того ж року підтвердив свою владу над державами Пандья та Чера, впровадивши посаду ядавармана (на кшталт віце-короля) зі ставкою у місті Мадурай.
У 1018 році Раджендра втрутився у конфлікт у державі Венга (Східні Чалук'ї), де боролися за владу два родичі — Віджаядітья VII та Раджараджа Нарендра (небіж Раджендри Чола). Першого підтримав Джаясімха II, махараджа Західних Чалук'їв. Тому Раджендра I відправив одну армію на підтримку небожу, а іншу проти держави Ясінхи II, якого було переможено у битві при Маскі. Після цього армія Чоли завдала нищівної поразки ворогам у битві при Колліпаккаї (біля Ман'якхети, столиці Західних Чалук'їв). Після цього впала й Ман'якхета. У 1022 році Раджендра I коронував Раджараджу Нарендру володарем Венги.
Водночас з війнами проти Чалук'їв війська Чола розпочали великий похід на північ. У 1019 році знову підкорили Калінгу (Орісса), потім рушили проти Маґадги, де правив Махіпала I. Протягом кампанії 1020—1024 років військовики Раджендри I перемогли суперника, отримавши значну здобич й врешті-решт досягли священної річки Ганг. Держави біля гирла та у нижній течії Ганга визнали Чола вищими над себе царями. Крім того до Танджура (релігійного центру держави) було доставлено воду з Гангу. На честь цих перемог за було побудовано 5-кілометровий резервуар Чолаганга та засновано нову столицю Гангаікондачолопурам (у перекладі «Місто Чали, які підкорили Ганг»), яка стало головним церемоніальним містом імперії.

Держава за часів Раджендри Чола I

Після цього флот Чола втрутився у справи держав, які розташовувалися на Суматрі та Малаккському півострові. У цій справі йому допомагало об'єднання торговців «Рада п'ятисот купців міста Айявола». У 1025 році під приводом гноблення буддистів війська Раджендри напали на царство Шривіджая, потім підкорили держави Кадарам, Паннаї, Кедах. Водночас він приєднав до своєї держави Нікобарські острови. Цим самим було встановлено контроль над Малайською протокою. Згодом вплив Чола поширився на захід острова Калімантан. Ці дії Раджендри забезпечили перевагу тамільських кіпців у Південно-Східній Азії та покращення торговельного морського шляху до Китаю. У цей же час укладається союз з царством Камбоджа, якому Раджендра допоміг відвоювати столицю Ангкор. Незабаром укладено союз з бірманською державою Паган.
Боротьба із західними Чалук'ями поновилася у 1031 році, коли їх війська скинули Раджараджу Нарендру з трону Венги. У відповідь на це Раджендра відправив військо на допомогу союзникові. Війська Чоли перемогли ворога у битві при Каліданді й у 1035 році відновили на троні Раджараджу Нарендру. Водночас визнали владу Чола колишні данники Західних Чалук'їв — Хойсали, Кадамба, Ганги.
У 1041 році на Шрі-Ланці почалося повстання проти влади Чола, проте війська Раджендри придушили його й остаточно підкорили цей острів. У 1042 році Західні Чалук'ї розпочали нову війну проти Раджендри, проте війська на чолі із синами останнього завдали поразки ворогам у битвах при Когалі та Кадамбаліге, а потім спустошили їх столицю, вивезли значні скарби. Невдовзі після цього Раджендра I помер у 1044 році.

### Внутрішня політика
Продовжив справу батька з розбудови чиновницького апарату. Водночас намагався розширити коло серед священиків різних культів. Раджендра підтримав рух бгакті.

## Родина
- Раджадхіраджа (д/н—1054), самостійний володар з 1044 до 1054 року
- Раджендра (д/н—1063), самостійний володар з 1054 до 1063 року
- Вірараджендра (д/н—1070), самостійний володар з 1063 до 1070 року
- Сундара (д/н), з 1018 року ядаварама (віце-король) Мадурая
- Арулмолінангаяр (д/н), донька
- Амманга Деві (д/н), з 1022 року дружина Раджараджи Нарендри, володаря Венги